# ویتالی بوبنوویچ
ویتالی بوبنوویچ (انگلیسی: Vitali Bubnovich؛ زادهٔ ۱۲ نوامبر ۱۹۷۴) تیرانداز اهل بلاروس است.
وی در مسابقات کشوری و بین‌المللی در مجموع برندهٔ ۱ مدال برنز شده‌است.